# Ministrowie spraw zagranicznych i handlu Irlandii

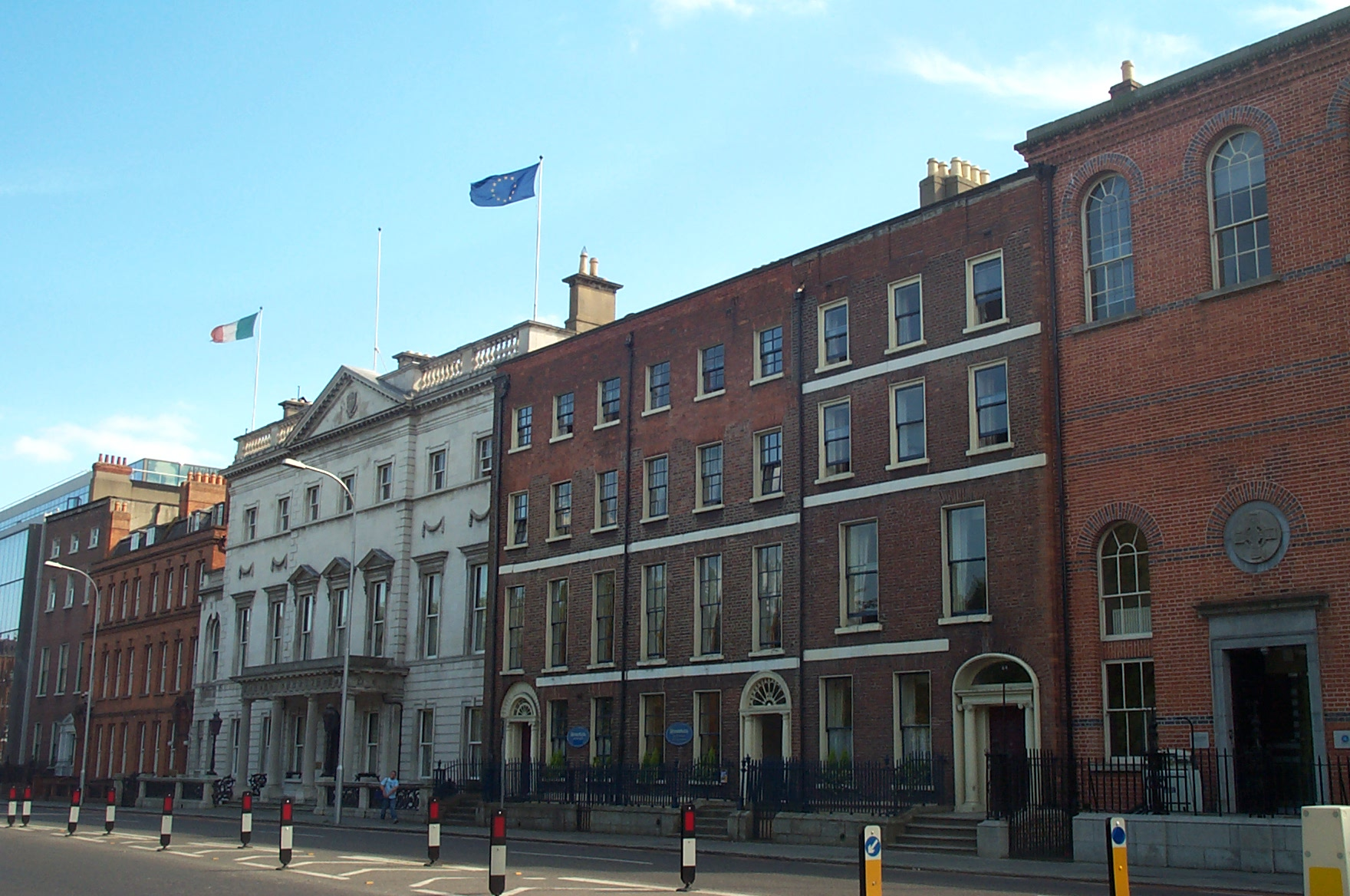
Iveagh House, siedziba ministerstwa spraw zagranicznych Irlandii

Minister spraw zagranicznych (irl. Aire Gnóthaí Eachtracha), jeden z najważniejszych ministrów w rządzie Irlandii, stojący na czele Departamentu spraw zagranicznych (ga. An Roinn Gnóthaí Eachtracha). Siedziba ministerstwa mieści się w Iveagh House przy St Stephen’s Green w Dublinie. Stąd ministerstwo często określa się mianem „Iveagh House”.
W skład ministerstwa spraw zagranicznych wchodzą następujące departamenty:
- Departament anglo-irlandzki (zajmuje się stosunkami z Wielką Brytanią i sprawami i Irlandii Północnej)
- Departament wielostronnych stosunków gospodarczych (zajmuje się relacjami ekonomicznymi Irlandii z innymi państwami)
- Departament służby cywilnej (zajmuje się bieżącą pracą ministerstwa)
- Departament kulturalny
- Departament współpracy (zajmuje się pomocą humanitarną dla innych krajów)
- Departament Unii Europejskiej
- Sekcja inspekcji (zajmuje się kontrolą placówek dyplomatycznych)
- Sekcja ds. irlandzkiej emigracji
- Departament prawny
- Departament konsularny i paszportów
- Departament polityczny (zajmuje się polityką międzynarodową i udziałem Irlandii we wspólnotach europejskich)
- Sekcja prasowa
- Departament protokolarny
- Sekcja finansowa

## Ministrowie spraw zagranicznych
| Minister                | Czas urzędowania                       |
| ----------------------- | -------------------------------------- |
| George Noble Plunkett   | 22 stycznia 1919 – 26 sierpnia 1921    |
| Arthur Griffith         | 26 sierpnia 1921 – 9 stycznia 1922     |
| George Gavan Duffy      | 10 stycznia 1922 – 25 lipca 1922       |
| Arthur Griffith         | 26 lipca 1922 – 12 sierpnia 1922       |
| Michael Hayes           | 21 sierpnia 1922 – 9 września 1922     |
| Desmond FitzGerald      | 30 sierpnia 1922 – 23 czerwca 1927     |
| Kevin O’Higgins         | 23 czerwca 1927 – 10 lipca 1927        |
| William Thomas Cosgrave | 10 lipca 1927 – 11 października 1927   |
| Patrick McGilligan      | 11 października 1927 – 9 marca 1932    |
| Éamon de Valera         | 9 marca 1932 – 18 lutego 1948          |
| Seán MacBride           | 18 lutego 1948 – 13 czerwca 1951       |
| Frank Aiken             | 13 czerwca 1951 – 2 czerwca 1954       |
| Liam Cosgrave           | 2 czerwca 1954 – 20 marca 1957         |
| Frank Aiken             | 20 marca 1957 – 2 lipca 1969           |
| Patrick Hillery         | 2 lipca 1969 – 3 stycznia 1973         |
| Brian Lenihan           | 3 stycznia 1973 – 14 marca 1973        |
| Garret FitzGerald       | 14 marca 1973 – 5 lipca 1977           |
| Michael O’Kennedy       | 5 lipca 1977 – 11 grudnia 1979         |
| Brian Lenihan           | 12 grudnia 1979 – 30 czerwca 1981      |
| John M. Kelly           | 30 czerwca 1981 – 21 października 1981 |
| James Dooge             | 21 października 1981 – 9 marca 1982    |
| Gerry Collins           | 9 marca 1982 – 14 grudnia 1982         |
| Peter Barry             | 14 grudnia 1982 – 10 marca 1987        |
| Brian Lenihan           | 10 marca 1987 – 12 lipca 1989          |
| Gerry Collins           | 12 lipca 1989 – 11 lutego 1992         |
| David Andrews           | 11 lutego 1992 – 12 stycznia 1993      |
| Dick Spring             | 12 stycznia 1993 – 17 listopada 1994   |
| Albert Reynolds         | 18 listopada 1994 – 15 grudnia 1994    |
| Dick Spring             | 15 grudnia 1994 – 26 czerwca 1997      |
| Ray Burke               | 26 czerwca 1997 – 7 października 1997  |
| David Andrews           | 8 października 1997 – 27 stycznia 2000 |
| Brian Cowen             | 27 stycznia 2000 – 29 września 2004    |
| Dermot Ahern            | 29 września 2004 – 7 maja 2008         |
| Micheál Martin          | 7 maja 2008 – 19 stycznia 2011         |
| Brian Cowen             | 19 stycznia 2011 – 9 marca 2011        |

## Ministrowie spraw zagranicznych i handlu
| Minister         | Czas urzędowania                   |
| ---------------- | ---------------------------------- |
| Eamon Gilmore    | 9 marca 2011 – 11 lipca 2014       |
| Charles Flanagan | 11 lipca 2014 – 14 czerwca 2017    |
| Simon Coveney    | 14 czerwca 2017 – 24 września 2020 |

## Ministrowie spraw zagranicznych
| Minister       | Czas urzędowania                   |
| -------------- | ---------------------------------- |
| Simon Coveney  | 24 września 2020 – 17 grudnia 2022 |
| Micheál Martin | 17 grudnia 2022 – 23 stycznia 2025 |

## Ministrowie spraw zagranicznych i handlu
| Minister     | Czas urzędowania    |
| ------------ | ------------------- |
| Simon Harris | od 23 stycznia 2025 |